# Município de Buckskin (condado de Ross, Ohio)
Localização do Ohio nos E.U.A.
O município de Buckskin (em inglês: Buckskin Township) é um local localizado no condado de Ross no estado estadounidense de Ohio. No ano 2010 tinha uma população de 2039 habitantes e uma densidade populacional de 15,65 pessoas por km².

## Geografia
O município de Buckskin encontra-se localizado nas coordenadas 39° 21′ 53″ N, 83° 18′ 23″ O. Segundo a Departamento do Censo dos Estados Unidos, o município tem uma superfície total de 130.28 km², da qual 130,25 km² correspondem a terra firme e (0,02 %) 0,03 km² é água.

## Demografia
Segundo o censo de 2010, tinha 2039 pessoas residindo no município de Buckskin. A densidade de população era de 15,65 hab./km².